# 社西 (福井市)
社西（やしろにし）は、福井県福井市の地域。みなみブロックに属する。

## 人口
社西には2024年1月1日現在5625人が住んでおり、世帯数は2375世帯。そのうち男性が2704人、女性は2921人。